# Bipirámide elongada
En geometría, las bipirámides elongadas son un conjunto infinito de poliedros, construidos al alargar una bipirámide n-gonal (insertando un prisma n-gonal entre sus mitades congruentes).
Hay tres bipirámides elongadas que son sólidos de Johnson:
- La bipirámide triangular elongada (J14)
- La bipirámide cuadrada elongada (J15)
- La Bipirámide pentagonal elongada (J16)

Se pueden construir formas superiores empleando triángulos isósceles.

## Ejemplos
| Nombre | Bipirámide triangular elongada J14 | Bipirámide cuadrada elongada J15 | Bipirámide pentagonal elongada J16 | Bipirámide hexagonal elongada |
| Tipo   | Equilátero                         | Equilátero                       | Equilátero                         | Irregular                     |
| ------ | ---------------------------------- | -------------------------------- | ---------------------------------- | ----------------------------- |
| Imagen |                                    |                                  |                                    |                               |
| Caras  | 6 triángulos, 3 cuadrados          | 8 triángulos, 4 cuadrados        | 10 triángulos, 5 cuadrados         | 12 triángulos, 6 cuadrados    |
| Dual   | Bitronco triangular                | Bitronco cuadrado                | Bitronco pentagonal                | Bitronco hexagonal            |